# Lola al miglior film per bambini
Il Lola al miglior film per bambini (Bester programmfüllender Kinderfilm) è un premio assegnato al miglior film tedesco dell'anno rivolto ai bambini e ai giovani, secondo il giudizio della Deutsche Filmakademie, nell'ambito del Deutscher Filmpreis.
A differenza di altri riconoscimenti cinematografici il Lola è accompagnato da un premio in denaro: attualmente il premio assegnato è di 250.000€. La sola candidatura viene premiata con 125.000 €.

## Vincitori

### 2000
- 2000
  - Käpt’n Blaubär – Der Film, regia di Hayo Freitag
- 2001
  - Il mio amico vampiro (The Little Vampire), regia di Uli Edel
- 2002
  - Das Sams, regia di Ben Verbong

Aiuto! Sono un pesce (Hjælp, jeg er en fisk), regia di Stefan Fjeldmark, Michael Hegner e Greg Manwaring
- 2003
  - Das fliegende Klassenzimmer, regia di Tomy Wigand

Bibi Blocksberg, regia di Hermine Huntgeburth
- 2004
  - Blindgänger, regia di Bernd Sahling

Die Wilden Kerle, regia di Joachim Masannek
- 2005
  - La stella di Laura (Lauras Stern), regia di Piet De Rycker und Thilo Rothkirch

La tribù del pallone - Uno stadio per la tribù (Die Wilden Kerle 2), regia di Joachim Masannek
- 2006
  - Il cane giallo della Mongolia (Die Höhle des gelben Hundes), regia di Davaa Bâmbasürėn

Un'indimenticabile estate - Alla scoperta del tesoro perduto (Der Schatz der weißen Falken), regia di Christian Zübert
- 2007
  - Hände weg von Mississippi, regia di Detlev Buck

Die Wolke, regia di Gregor Schnitzler
- 2008
  - Leroy, regia di Armin Völckers

Io e Max Minsky (Max Minsky und ich), regia di Anna Justice
- 2009
  - Was am Ende zählt, regia di Julia von Heinz

Maga Martina e il libro magico del draghetto (Hexe Lilli – Der Drache und das magische Buch), regia di Stefan Ruzowitzky

### 2010
- 2010
  - La banda dei coccodrilli, regia di Christian Ditter

Lippels Traum, regia di Lars Büchel
- 2011
  - Chandani und ihr Elefant, regia di Arne Birkenstock

Animals United (Konferenz der Tiere), regia di Reinhard Klooss e Holger Tappe
- 2012
  - Wintertochter, regia di Johannes Schmid

Tom Sawyer, regia di Hermine Huntgeburth
- 2013
  - Das Haus der Krokodile, regia di Cyrill Boss e Philipp Stennert

Kaddisch für einen Freund, regia di Leo Khasin
- 2014
  - Windstorm - Liberi nel vento (Ostwind - Grenzenlos Frei), regia di Katja von Garnier

Bibi & Tina, regia di Detlev Buck
Sputnik, regia di Markus Dietrich
- 2015
  - Rico, Oskar und die Tieferschatten, regia di Neele Vollmar

Quatsch und die Nasenbärbande, regia di Veit Helmer
- 2016
  - Heidi, regia di Alain Gsponer

Rico, Oskar und das Herzgebreche, regia di Wolfgang Groos
- 2017
  - Auf Augenhöhe, regia di Joachim Dollhopf e Evi Goldbrunner

Timm Thaler oder Das verkaufte Lachen, regia di Andreas Dresen
- 2018
  - Il viaggio di Amelie (Amelie rennt), regia di Tobias Wiemann

The Little Witch - La piccola strega (Die kleine Hexe), regia di Michael Schaerer
- 2019
  - Rocca cambia il mondo (Rocca verändert die Welt), regia di Katja Benrath

Le avventure di Jim Bottone (Jim Knopf und Lukas der Lokomotivführer), regia di Dennis Gansel

### 2020
- 2020
  - Quando Hitler rubò il coniglio rosa (Als Hitler das rosa Kaninchen stahl), regia di Caroline Link

Fritzi - Un Racconto Rivoluzionario (Fritzi – Eine Wendewundergeschichte), regia di Ralf Kukula, Matthias Bruhn
- 2021
  - Die Adern der Welt, regia di Davaa Bâmbasürėn

Jim Knopf und die Wilde 13, regia di Dennis Gansel
- 2022
  - Der Pfad, regia di Tobias Wiemann

La scuola degli animali magici (Die Schule der magischen Tiere), regia di Gregor Schnitzler
- 2023
  - Mission Ulja Funk, regia di Barbara Kronenberg

Der Räuber Hotzenplotz, regia di Michael Krummenacher
- 2024
  - Sieger sein, regia di Soleen Yusef

Checker Tobi und die Reise zu den fliegenden Flüssen, regia di Johannes Honsell